# Kangur nadobny
Kangur nadobny, walabia piękna (Notamacropus parryi) – gatunek ssaka z podrodziny kangurów (Macropodinae) w obrębie rodziny kangurowatych (Macropodidae). We wcześniejszej polskiej literaturze zoologicznej gatunek był oznaczany nazwą zwyczajową „walabia piękna”. Jednak w wydanej w 2015 roku przez Muzeum i Instytut Zoologii Polskiej Akademii Nauk publikacji „Polskie nazewnictwo ssaków świata” gatunkowi nadano nazwę kangur nadobny.

## Taksonomia
Gatunek po raz pierwszy zgodnie z zasadami nazewnictwa binominalnego opisał w 1835 roku brytyjski zoolog Edward Turner Bennett nadając mu nazwę Macropus parryi. Miejsce typowe Stroud, w pobliżu Port Stephens, Nowa Południowa Walia, Australia. Holotyp to skóra i uszkodzona czaszka bez żuchwy dorosłej samicy (sygnatura BMNH 55.12.24.61) z kolkecji Muzeum Historii Naturalnej w Londynie.
Autorzy Illustrated Checklist of the Mammals of the World uznają ten takson za gatunek monotypowy.

### Etymologia
- Notamacropus: gr. νοτος notos ‘południe’; rodzaj Macropus Shaw, 1790 (kangur)[13].
- parryi: Sir William Edward Parry (1790–1855), angielski podróżnik[14].

## Zasięg występowania
Kangur nadobny występuje na wybrzeżu wschodniej Australii od Cooktown, w północno-wschodnim Queenslandzie, na południe do Grafton, w północno-wschodniej Nowej Południowej Walii i w głąb lądu do zachodniego krańca Wielkich Gór Wododziałowych.

## Morfologia
Długość ciała (bez ogona) samic 61–87,9 cm, samców 73,6–100,3 cm, długość ogona samic 72,8–85,8 cm, samców 86,1–104,5 cm; masa ciała samic 7–15 kg, samców 14–26 kg. Zimą wierzch ciała jest jasnoszary, latem brunatnoszary. Spód ciała biały. Czoło i nasada uszu są ciemnobrązowe, końce uszu z zewnątrz białe. Pysk z białymi policzkami, boki z białymi pręgami na biodrach. Jasnobrązowe pręgi ciągną się od karku do ramion. Długi, cienki ogon z ciemniejszym końcem.

## Ekologia

### Środowisko życia
Pofałdowane i pagórkowate obszary pokryte otwartymi lasami i porośnięte trawą. Preferuje lasy eukaliptusowe.

### Tryb życia
Odżywia się trawami i innymi roślinami zielnymi w tym paprociami. Poza okresem suszy nie pije wody. Poszukiwanie pokarmu rozpoczyna wczesnym rankiem, w południe następuje przerwa, żerowanie jest kontynuowane do zapadnięcia zmroku. Kangury nadobne są torbaczami zajmującymi stałe terytoria i wykazującymi zachowania socjalne. Zwierzęta te żyją w grupach określanych luźnymi watahami, składających się nierzadko z ponad 50 osobników obydwu płci. W obrębie dużej grupy występują mniejsze skupienia liczące do 10 osobników. Samce i samice tworzą odrębne struktury hierarchiczne. W grupach samic hierarchia jest słabo wyrażana, natomiast wśród samców silnie podkreślane są zachowania agresywne, od łagodnych przepychanek do pojedynków polegających na wzajemnym okładaniu się łapami. U uczestników takich pojedynków nie zaobserwowano widocznych obrażeń. Grupy kangurów nadobnych są dla siebie wzajemnie tolerancyjne.
Samice osiągają dojrzałość płciową pomiędzy 18-24 miesiącem życia a samce po ukończeniu drugiego roku. Dominujący samiec pierwszy kopuluje z płodnymi samicami. Po ciąży trwającej 34-38 dni rodzi się młode, które po raz pierwszy opuszcza torbę po 37 tygodniach, ale do wieku 15 miesięcy ssie matkę. Do ich wrogów naturalnych należą dingo australijski (Canis familiaris).

## Status zagrożenia
W Czerwonej księdze gatunków zagrożonych Międzynarodowej Unii Ochrony Przyrody i Jej Zasobów został zaliczony do kategorii LC (ang. least concern ‘najmniejszej troski’).